# Blizna Donja
Blizna Donja falu Horvátországban Split-Dalmácia megyében. Közigazgatásilag Marinához tartozik.

## Fekvése
Split központjától légvonalban 28, közúton 48 km-re, Trogirtól légvonalban 14, közúton 20 km-re északnyugatra, községközpontjától 11 km-re északra, Dalmácia középső részén, a Vilaja-hegységtől délnyugatra, a Boraja-hegységtől délkeletre fekszik.

## Története
A falunak már a 9. században állt Szűz Mária tiszteletére szentelt temploma. Magát a települést 1251-ben említik először. Az akkori Blizna a mai Donja- és Gornja Blizna területén feküdt. Története során Trogir városához tartozott, majd a spliti Papalić, később pedig a trogiri Kvarko család birtoka lett. Egyházilag 1298 és 1560 között a szomszédos Mitlo plébániájához tartozott.. A település területe 15. század elejétől évszázadokig velencei fennhatóság alatt állt. A török háborúk sok szenvedést hoztak a lakosság számára. A lakosság legnagyobb része a jól védhető tengerparti városokba és a szigetekre menekült. A török veszély megszűnésével 1687-ben megalapították a bliznoi Szent Antal plébániát. Minthogy a sinji ferences atyák aktívan részt vettek az új lakosság betelepítésében a plébánia is a sinji ferences kolostorhoz tartozott. 1797-ben a Velencei Köztársaság megszűnésével a település Habsburg Birodalom része lett. 1806-ban Napóleon csapatai foglalták el és 1813-ig francia uralom alatt állt. Napóleon bukása után ismét Habsburg uralom következett, mely az első világháború végéig tartott. 1857-ben 342, 1910-ben 349 lakosa volt. Az I. világháború után rövid ideig az Olasz Királyság, ezután a Szerb-Horvát-Szlovén Királyság, majd Jugoszlávia része lett. A falu lakossága 2011-ben 258 fő volt.

## Lakosság
| Lakosság változása | Lakosság változása | Lakosság változása | Lakosság változása | Lakosság változása | Lakosság változása | Lakosság változása | Lakosság változása | Lakosság változása | Lakosság változása | Lakosság változása | Lakosság változása | Lakosság változása | Lakosság változása | Lakosság változása | Lakosság változása |
| ------------------ | ------------------ | ------------------ | ------------------ | ------------------ | ------------------ | ------------------ | ------------------ | ------------------ | ------------------ | ------------------ | ------------------ | ------------------ | ------------------ | ------------------ | ------------------ |
| 1857               | 1869               | 1880               | 1890               | 1900               | 1910               | 1921               | 1931               | 1948               | 1953               | 1961               | 1971               | 1981               | 1991               | 2001               | 2011               |
| 342                | 390                | 403                | 417                | 481                | 349                | 626                | 643                | 453                | 528                | 542                | 532                | 439                | 355                | 289                | 258                |

(1948-ig Blizna néven. 1953-tól 1981-ig Donja Blizna néven. 1991-ben egy részét Mitlohoz csatolták. 1921-ben és 1931-ben az adatok Blizna Gornja lakosságát is tartalmazzák.)

## Nevezetességei
- Páduai Szent Antal tiszteletére szentelt plébániatemploma egyszerű, négyszög alaprajzú épület. 1965-ben építették betonból Ante Barač tervei szerint. 1989-ben és 1996-ban megújították. Új harangtornya 1985-ben épült. Legértékesebb műtárgyai Szent Antal és Szűz Mária szobrai tiroli munkák.[2]
- A plébániatemplom és a plébániaház között építették 1850-ben a Szent Antal kápolnát. Homlokzata felett kis harangtorony látható benne egy haranggal. Fából faragott oltárán a szent szobra áll.[2]
- A blizna gornjai Szűz Mária templomot már 1300-ban említik a trogiri püspökség oklevelei, de maga a templom a 9. századból származik. Falait kerekített támpillérek támasztották, melyek a korabeli királyi templomok jellegzetességei. Később a tatárok és a törökök is lerombolták és alapfalaira építették az új, félköríves apszisú  templomot. Homlokzatába falazták be a régi templom ószláv fonásdíszítésű kövét a  “MAR(ia)” felirattöredékkel.[2] Ennek a templomnak a közelében kezdték el építeni 1745-ben a mai templomot, de 1757-ig csak az apszisa épült meg. A templom egyszerű épület, bejárata felett nyolc osztatú kő rózsaablakkal, homlokzata felett pengefalú harangtoronnyal, melyben két harang látható. Az oldalfalakon nyitott hármas ablakok találhatók. A főoltár fából készült 1859-ben, rajta a Szűz Mária szeplőtelen fogantatásának képével, mely Antonio da Treviso alkotása. A mellékoltárokon Szent Péter és Pál apostolok képe, Szent István vértanú és Szent Márk szobra, (tiroli munka), a templomhajóban levő két oltáron Szent Balázs és a Lorettói Szűzanya szobrai találhatók. Az oldalfalon levő képen Szent István vértanúsága, egyszerű helyi alkotás látható. A templomba egy régi fakereszt is áll. Az épületet több alkalommal is újították, utoljára 2000-ben, amikor új tetőt kapott és új járdát építettek köré. A templom körül temető található régi sírkövekkel és sírkőlapokkal. Az ószláv temetőrészt 2000-ben feltárták és a 68 sírban talált maradványokat antropológiai vizsgálatra Zágrábba szállították.[2]